# Kitakyushu
Kitakyshu (北九州市 Kitakyūshū-shi) er en by i Japan. Byen ligger på den nordlige del af øen Kyushu ved Kanmonstrædet, der adskiller Kyushu fra øen Honshū, overfor byen Shimonoseki. Den har 935.084(2020) indbyggere og ligger i præfekturet Fukuoka.